# Charakterorientierung
Charakterorientierung ist ein Begriff aus der von Erich Fromm geprägten analytischen Sozialpsychologie.
Unter einer Charakterorientierung ist die gemeinsame Richtung der triebhaften oder leidenschaftlichen Strebungen eines Menschen zu verstehen, die es ermöglicht, seine Charakterstruktur einheitlich zu beschreiben. Dabei bündeln sich mehrere Charakterzüge oder Charaktereigenschaften zu einer Orientierung.
Den Charakter einzelner Personen bezeichnet Fromm als Individualcharakter. Den Charakter ganzer Gruppen oder Gesellschaften bezeichnet er als Sozial- bzw. Gesellschafts-Charakter.

## Einordnung
Fromm definiert seinen Begriff der Charakterorientierung und des Charakters wie folgt:

„Diese Orientierungen, in denen sich der einzelne zu seiner Umwelt in Beziehung setzt, bilden den Kern seines Charakters. Charakter kann also definiert werden als die (relativ) gleichbleibende Form, in die die menschliche Energie im Prozeß der Assimilierung und Sozialisation kanalisiert wird.“

Das Charakterkonzept ist im Sinne der Tiefenpsychologie zu verstehen, d. h. der Charakter stellt die Motive hinter den beobachtbaren Verhaltensweisen dar:

„Die auf den folgenden Seiten entwickelte Theorie folgt Freuds Charakterologie in wesentlichen Punkten. Zunächst in der Annahme, daß jedem Verhalten Charakterzüge zugrunde liegen, die aus eben diesem Verhalten gefolgert werden müssen. Ferner, daß dies Kräfte sind, deren sich der Betreffende - seien sie auch noch so stark - nicht bewußt zu sein braucht.“

Die Charakterologie Fromms weist eine gewisse Kompatibilität zu den Charaktertypen Sigmund Freuds auf. Der große Unterschied zwischen beiden Modellen ist, dass Freud die Ursprünge in "verschiedenen Formen der Libidoorganisation", Fromm hingegen im Bezug der Person zur Welt und den Mitmenschen sieht.
Letztgenannter Bezug zur Welt geschehe in der Lehre Fromms auf zwei Arten:
- Beziehung zu Dingen (Assimilierungsprozess)
- Beziehung zu den Mitmenschen und sich selbst (Sozialisierungsprozess)

## Charakterorientierungen
In Psychoanalyse und Ethik beschreibt Fromm ausführlich die Grundorientierungen. In späteren Werken werden die Begriffe noch weiterentwickelt und immer wieder auf diese Orientierungen zurückgegriffen.
Fromm betont, dass er zwischen Charakter und Temperament (Temperamentenlehre nach Hippokrates) unterscheidet. Das Temperament bestimme gewissermaßen die Art und Weise des Verhaltens; hingegen sorge der Charakter letztlich für die Motivationen hinter dem Verhalten. Berücksichtigt man zusätzlich also noch die Temperamente, ergeben sich "unzählige Variationsmöglichkeiten der Persönlichkeit".
In der Realität hat man es bei der Persönlichkeitsstruktur eines einzelnen Menschen meist mit einer Mischung aus den verschiedenen Orientierungen zu tun. Möchte man einen Menschen charakterisieren, so geschieht dies meist nach der in ihm dominanten Charakterorientierung.
Im Folgenden werden die Idealtypen aufgelistet.

### Nicht-produktive Orientierungen

#### Rezeptive Orientierung
Ein Mensch mit dominant rezeptiver Orientierung ist überzeugt davon, dass die "»Quelle alles Guten« außerhalb seiner selbst" liege. Dies gelte sowohl für Materielles als auch für Immaterielles. Liebe sei von einem "Geliebtwerden-wollen" geprägt. Sein Verhältnis zu den Mitmenschen ist ein hilfesuchendes Abhängigkeitsverhältnis. Eine rezeptive Person bevorzuge Essen und Trinken, um Befriedigung zu finden.

#### Ausbeuterische Orientierung
Eine Gemeinsamkeit dieser Orientierung mit der Rezeptiven ist, dass die Person empfindet, dass die Quelle alles Guten außerhalb ihrer selbst liege. Jedoch nimmt sich ein ausbeuterischer Charakter seine Bedürfnisse "mit List oder Gewalt" an sich. Menschen mit ausgeprägter ausbeuterischer Orientierung "nutzen und beuten aus", wo es die Situation zulässt. Extremfälle seien Kleptomanie oder das Hingezogensein zu Partnern in bestehenden Liebesbeziehungen. Auch der Hang zum Plagiieren z. B. in der Wissenschaft wird erwähnt. Eine Überschätzung von fremden Besitz sei typisch.

#### Hortende Orientierung
Diese Orientierung ist durch "horten und aufbewahren" gekennzeichnet. Typisch seien starke konservative Persönlichkeitszüge, Sparsamkeit, penible Ordnung. Einflussnahme werde bevorzugt durch Kontrolle ausgeübt, da Einflüsse von außen als bedrohlich wahrgenommen werden.
Der hortende Charakter Fromms ist mit dem Analcharakter Freuds verwandt.

#### Marketing-Orientierung
Die Marketing-Orientierung ist Fromm zufolge ein erst in jüngerer Zeit stärker auftretendes Phänomen.
So seien nicht nur die tatsächlichen Kenntnisse und Fähigkeiten einer Person gefragt, sondern auch die oberflächliche Darstellung und das Vermarkten seiner eigenen Persönlichkeit, je nach Bedarf und Nachfrage. Dies betreffe sowohl den Arbeitsmarkt als auch das restliche Leben. Die eigenen Bedürfnisse werden dabei vernachlässigt.
Fromm erwähnt in vielen seiner Schriften die zahlreichen Ausprägungen der Marketing-Orientierung, die kennzeichnend für die moderne Zeit seien. Ausführlichere Erwähnung findet sie u. a. in Die Kunst des Liebens und in Haben oder Sein.

„Die Charakterorientierung, die in der Erfahrung wurzelt, daß man selbst eine Ware ist und einen Tauschwert hat, nenne ich Marketing-Orientierung.“

Eine gewisse Weiterentwicklung des Marketing-Charakters stellt Fromm ebenso vor. Diese nennt er "kybernetischer Charakter" oder auch "monozerebraler Mensch". Diese Persönlichkeiten behandelt er in der Anatomie der menschlichen Destruktivität und in Haben oder Sein ausführlicher.

### Produktive Orientierungen
Fromm bezeichnet die vollentwickelte Persönlichkeit als "produktiven Charakter". Er zieht Parallelen zu Sigmund Freuds voll entwickelten, genitalen Charaktertypus. Der Mensch nutzt seine ihm mitgegebenen Fähigkeiten und Anlagen zur Selbstverwirklichung.

„Produktivität ist eine Haltung, zu der jeder Mensch fähig ist, sofern er nicht geistig oder seelisch verkrüppelt ist.“

Die produktive Orientierung sei weder von "wilder Geschäftigkeit" noch von treibenden irrationalen Leidenschaften gekennzeichnet. Der Bezug zur Welt und den Mitmenschen ist positiv und durch Liebe im ganz allgemeinen Sinn geprägt. Zu letzterem zählen "Verantwortungsgefühl für den andern und Achtung vor dem andern [...]". So ist auch die Liebe als Tätigkeit zu verstehen, die ohne Ausnahme auf alle Lebensbereiche wirke. Weiterhin kennzeichnend sei eine objektive (d. h. nicht irrational verzerrte) Sicht auf die Dinge.
Den allgemeinen Begriff der Liebe mit ihrem zugehörigen produktiven Bezug zur Welt beschreibt Fromm auch ausführlicher in Die Kunst des Liebens.